# Lignine
Lignine of houtstof is een natuurlijke organische verbinding, meer specifiek een biopolymeer, die voorkomt in de celwand van verschillende soorten plantaardige cellen, zoals in cellen van het hout (xyleemweefsel) en het sclerenchym.

Lignine wordt door polycondensatie gevormd uit de stoffen p-coumarylalcohol, coniferylalcohol en sinapylalcohol. Ligninepolymeren zijn gecrosslinkte structuren met een molecuulmassa van 5.000 tot 10.000 u.
Lignine is, na cellulose, het meest voorkomende organisch materiaal op aarde. De sterkte van hout is een resultaat van het natuurlijke "composietmateriaal" dat gevormd wordt door de interactie tussen cellulose en het lignine eromheen. Ongeveer 25 tot 33 procent van de massa van gedroogd hout bestaat uit lignine. Voordat er papier van gemaakt wordt, wordt papierpulp ontdaan van de lignine-component. De vrijgekomen lignine kan worden gebruikt als bindmiddel, bijvoorbeeld voor karton, als een lijm voor linoleum, als grondstof voor chemicaliën (zoals DMSO en vanilline) of als brandstof. In recenter onderzoek wordt het gebruikt als basis voor stoffen als fenol en propyleen en enkele basisstoffen voor de kunststofproductie.
Bij het plantenanatomisch onderzoek wordt een floroglucine-HCl-oplossing gebruikt om houtstof in microscopische preparaten met een kleurreactie (donkerrood) aan te tonen. Ook wordt een oplossing van toloniumchloride gebruikt voor het testen op lignine. Als er lignine aanwezig is, kleurt het object blauwgroen. Lignine bindt aan cellulose-fibrillen en zorgt zo voor versterking en versteviging van de celwanden van planten.